# Hemidactylus aporus
Espèce
Hemidactylus aporus est une espèce de geckos de la famille des Gekkonidae.

## Répartition
Cette espèce est endémique d'Annobón en Guinée équatoriale.

## Publication originale
- Boulenger, 1906 : Report on the reptiles collected by the late L. Fea in West Africa. Annali di Museo Civico di Storia Naturale di Genova, ser. 3, vol. 2, p. 196-216.